# Computer-generated imagery
Computer-generated imagery (CGI) je pojem používaný pro jakoukoliv digitální grafiku či animaci vytvořenou počítačovým softwarem. CGI můžeme mezi sebou rozlišovat na základě typu výstupu. Jedná se o 2D CGI, které se dělí na vektorovou a rastrovou grafiku, a o 3D CGI. Dále je nutné odlišit statické CGI (nepohybující se obrázky – ilustrace, loga, postery atd.) a dynamické CGI (pohybující se obrázky – filmy, animace atd.). S CGI je možné se setkat prakticky ve všech oblastech života – od zdravotnictví, přes zábavní průmysl (filmy, videohry aj.), stavebnictví až po umění.

## Historie
Jako úplně první případ použití CGI se často uvádí úvodní titulková scéna z thrilleru Vertigo (1958) od Alfreda Hitchcocka. V 60. létech minulého století však ještě nešlo o pokročilé CGI, ale byly využity jednoduché mechanické počítače z dob druhé světové války. Ačkoliv nešlo o digitální CGI podle nynějších standardů, stále je možné Alfreda Hitchcocka považovat za průkopníka ve světě CGI.
Dalším průkopníkem na poli CGI byla krátká animace studentů Edwina Catmulla a Fredericka Parka. Pomocí programu, který si Catmull sám napsal, dokázali digitalizovat model své ruky a vytvořit tak pomocí něho krátkou animaci „A Computer Animated Hand“. Jejich práce položila základy moderních 3D CGI animací.

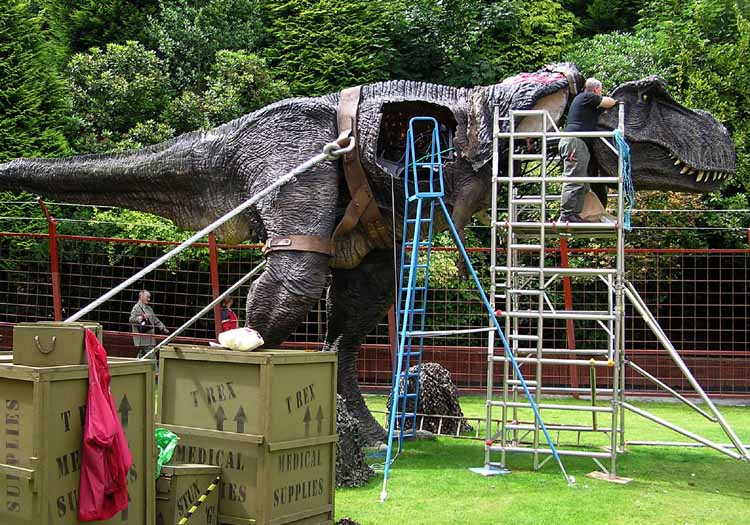
Stavba jednoho z pohyblivých modelů dinosaura, tzv. animatronics

Pravý potenciál CGI poznala veřejnost později, až když byl v roce 1973 do kin uveden film Westworld. Ve filmu byly krátké 2D CGI záběry, které měly simulovat pohled robota. Film byl natolik úspěšný, že po něm následovalo pokračování Futureworld (1976), které si bere prvenství v první 3D CGI animaci (konkrétně šlo o animaci hlavy, vytvořenou podobně jako animovaná ruka studenty Catmully a Parkeho).
Se zlepšováním výpočetní síly počítačů se začalo CGI využívat ve více filmech. Ze začátku šlo o propojení CGI a reálných plastických pohyblivých modelů, tzv. animatronics. Nejznámější filmy, které využily tohoto propojení, byly např. Jurský park (1993), Star Wars: Epizoda IV – Nová naděje (1977) nebo Terminator II: Den zúčtování (1991). V 90. létech už přicházely odvážnější pokusy o plnohodnotné CGI postavy, a dokonce přišel první čistě CGI film: Toy Story (1995). Ve 21. století se již technologie posouvala dopředu rychlejším tempem a zrodily se kultovní filmy s CGI, jako například Avatar (2009), trilogie Pána prstenů (2001–2003) nebo Avengers sága (2008–2019).

## CGI ve filmovém průmyslu
U většiny filmů ve 21. století se v nějaké formě CGI uplatňuje, ať už je použité jen na změnu počasí, nebo na přidání rozsáhlých epických bitev. Filmy mohou CGI používat ve spojení s hranými scénami a spojit tak CGI s hraným filmem. Pomocí CGI lze do filmu přidat maličkosti (titulky, oheň, déšť), větší objekty (auta, domy) i objekty velkých rozměrů (celá města, velké shluky lidí, planety). Často se tak dělá hlavně z produkčních důvodů (menší náklady) nebo při zobrazení něčeho neexistujícího, čehož se hojně využívá hlavně v žánrech jako sci-fi nebo fantasy.
Animované filmy se původně kreslily ručně snímek po snímku, což bylo extrémně časově náročné. Průkopníkem v oblasti 2D animovaných filmů byla společnost Disney. Tuto pomalou a časově náročnou techniku ale postupem času nahradil rychlejší a efektivnější způsob tvorby filmů. V dnešní době je proto běžnější 3D CGI animace. Zcela uměle vymodelovaný svět se z 3D prostoru převede do 2D prostoru (monitor, filmové plátno aj.) pomocí tzv. renderování. Nejznámějšími příklady modelovaných 3D animovaných filmů: Toy Story (1995), Hledá se Nemo (2003) nebo Ledové království (2013). U filmů, které využívají CGI, je výhodou široké spektrum možností. Autoři filmů mohou přidávat různé objekty nebo scény, které by jinak nebylo možné natočit, což otevírá dveře novým a zajímavějším způsobům ztvárnění tvůrčí myšlenky.

#### Motion capture
Zajímavým případem CGI ve filmu je tzv. snímání pohybu (anglicky motion capture). Této techniky se využívá s cílem nahradit určité části lidského těla nebo postavy. Snímání pohybu lze také využít ke kompletnímu nahrazení člověka digitálním 3D modelem. Obrovskou výhodou využívání sledování pohybu je to, že následný model postavy více odpovídá realitě a mnohem důvěryhodněji napodobuje plynulost lidských pohybů nebo například emocí ve tváři.

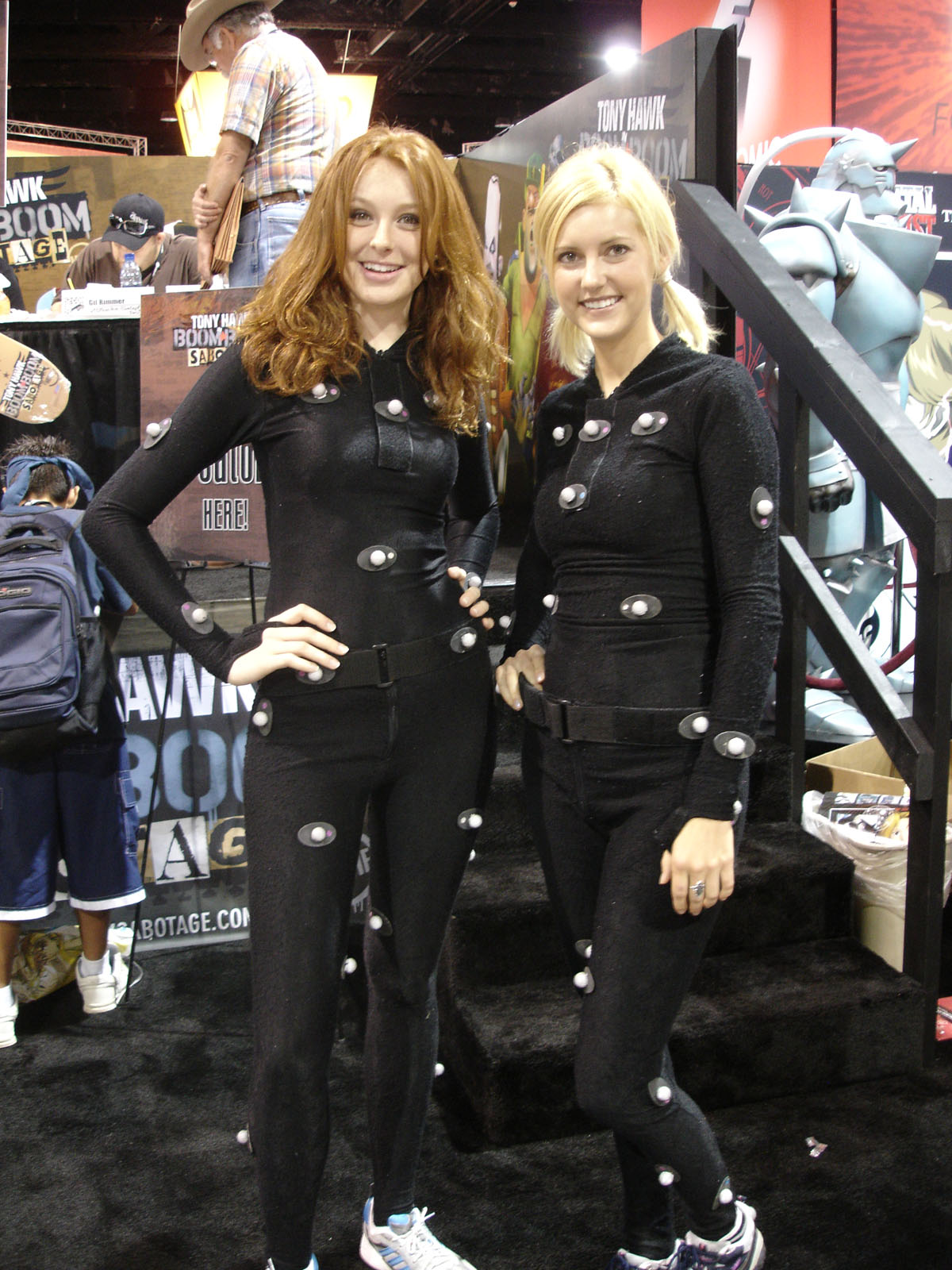
MoCap oblek s vysoce kontrastními a reflexními body, tzv. markery

Existuje více způsobů, jak nahrávat pohyb postav do počítače. Nejčastěji se využívá optických systémů. Okolo snímaného objektu je umístěno velké množství kamer, které objekt zachycují. Podstata je ale v tom, že nezachycují postavu nebo věc samotnou či její vzhled, ale zachycují změnu polohy tzv. markerů. Markery jsou umělohmotné kuličky, které se přichycují na speciální MoCap (z angl. motion capture) oblek na předem určená místa (většinou na místa, kde se nacházejí klouby). Vzhled MoCap obleku musí splňovat důležitou podmínku: aby kamery vždy s vysokou přesností rozpoznaly marker, musí být co nejvíce kontrastním bodem. Proto se markery často vyrábí jako kuličky velmi světlých barev a lepí se na obleky tmavších barev.

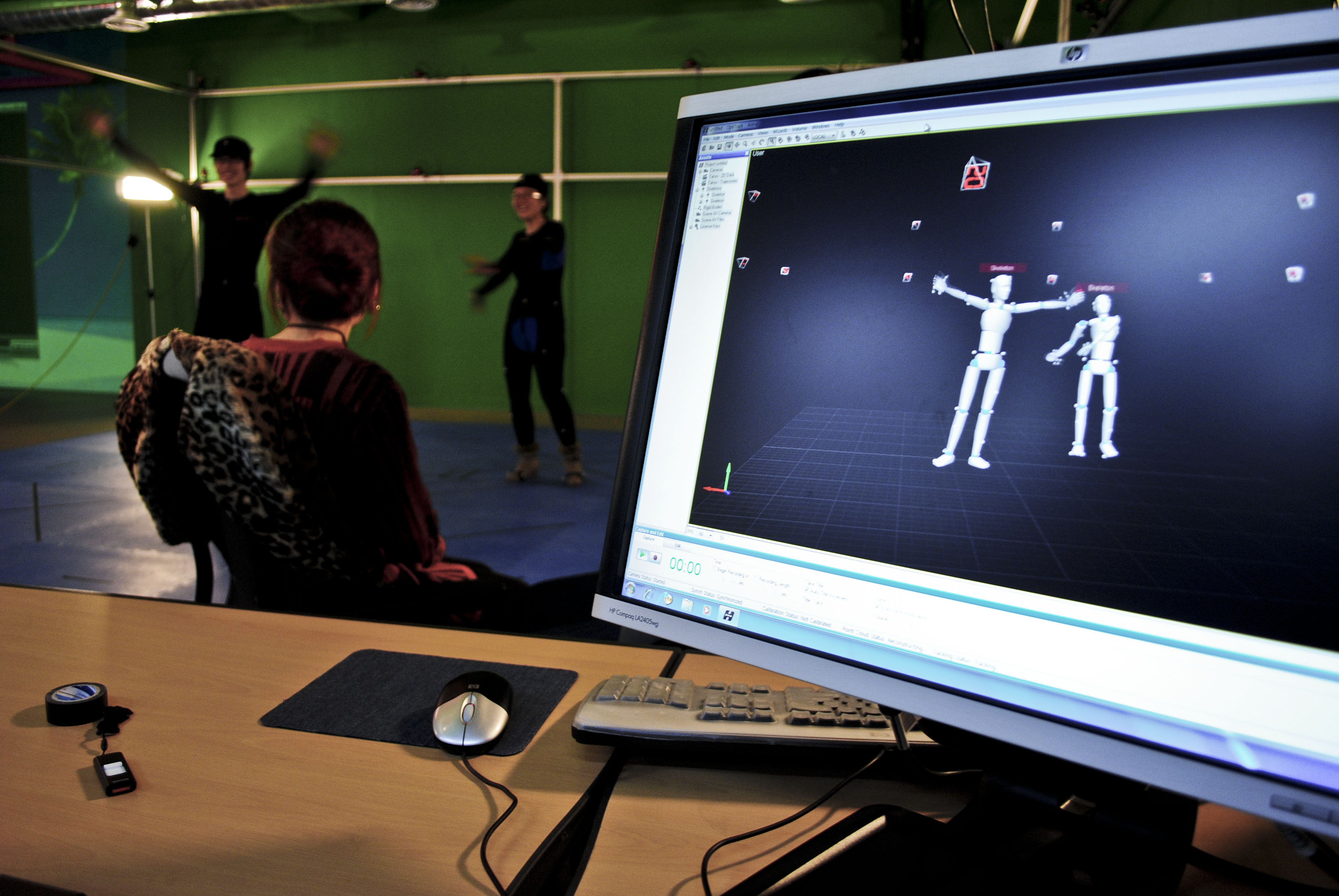
Ukázka procesu snímání pohybu markerů

Kamery vydávají infračervené záření, které se díky reflektivnímu materiálu, ze kterého jsou markery vyráběny, odráží zpět a kamera tak marker zaznamenává. Marker musí být vždy zachycen více než dvěma kamerami, aby bylo možné určit polohu markeru a výsledně pak polohu celého modelu postavy ve 3D prostoru (metodě určování polohy se říká tzv. triangulace). Do modelového softwaru se ve výsledku propíše kostra postavy složená z markerů. Na výslednou kostru jde dále nanášet další vrstvy, např. svaly, kůži a nakonec i oblečení.
Již méně používaným způsobem, jak přenášet pohyby z reálného světa, je modelováním postavy pomocí gyroskopů a mechanických přístrojů (v angličtině inertial systems). Tyto přístroje jsou často zabudovány buď do speciálního obleku, anebo jsou součástí exoskeletu. Měří polohu a pohyb různých částí těla. Tím, že jsou založeny na vnitřním snímání (musí samy snímat pohyb a následně data přeposílat), ztrácejí oproti optickým systémům na rychlosti a na přesnosti snímaných dat.